# Szőny-Füzitői-csatorna
Szőny-Füzitői-csatorna är en kanal i Ungern. Den ligger i provinsen Komárom-Esztergom, i den nordvästra delen av landet, 60 km väster om huvudstaden Budapest.